# L'Inondation de 1910 à Paris
L'Inondation de 1910 à Paris est un tableau réalisé par Albert Marquet en 1910, qui fait référence à la crue de la Seine de 1910.
Cette peinture à l'huile sur toile est conservée au musée Pouchkine à Moscou.